# Proctocera lugubris
Proctocera lugubris là một loài bọ cánh cứng trong họ Cerambycidae.